# Кавказка война
Кавказката война е поредица от военни действия в периода от 1817 до 1864 г., довели до завладяването на Кавказкия регион от Руската империя. След края на войната към Русия са присъединени териториите на Чечня, Дагестан, Карачаево-Черкезия и Адигея.
Във войната вземат участие писателите Лев Толстой и Михаил Лермонтов. Поемата „Кавказкият пленник“ на Александър Пушкин е вдъхновена от войната с планинците.

## История
Военните действия се водят по времето на трима царе. По времето на Александър I не са постигнати сериозни успехи, поради неочаквано силната съпротива, която оказват планинците. Главнокомандващ на руските войни е генерал Алексей Ермолов, който започва военните действия през 1817 г. в Чечня с изграждането на редица укрепени пунктове, от които да се потушават непрестанните въстания на чеченците. По негово нареждане е основан и Грозни през 1818 г. с цел да спира набезите на планинците към равнината през долината на река Сунжа. Въпреки че не подчинява напълно чеченците, изградените от него редица крепости по североизточното крайбрежие на Черно море и северните склонове на Кавказ са важна стъпка в установяването на руско владичество.
Николай I продължава делото на предшественика си. В периода 1825 – 1833 г. военните операции в Кавказ са сведени до минимум заради Руско-турската война (1828 – 1829) и Руско-персийската война (1826 – 1828). След успешния край на двете, Русия отново обръща поглед към Кавказ. Планинците отново се бият ожесточено, водени от най-известния си политически и военен лидер Имам Шамил. Той ръководи успешно военните действия на кавказците от 1834 до залавянето му през 1859 г. След залавянето му съпротивата на планинците отслабва и скоро цял Източен Кавказ е покорен.
Кримската война (1853 – 1856) отново спира за известен период офанзивата на Русия. След края ѝ цар Александър II завършва завладяването на Кавказ. Новият главнокомандващ княз Александър Барятински усилва Кавказкия корпус до 250 000 души и в офанзива от 1856 до 1859 смазва и последната съпротива на планинците. Краят на войната официално е обявен на 2 юни 1864 с декрет на царя. Той е последван от Черкезкия геноцид, когато почти цялото черкезко население е избито или изселено от родината си.